# 香檳大廈

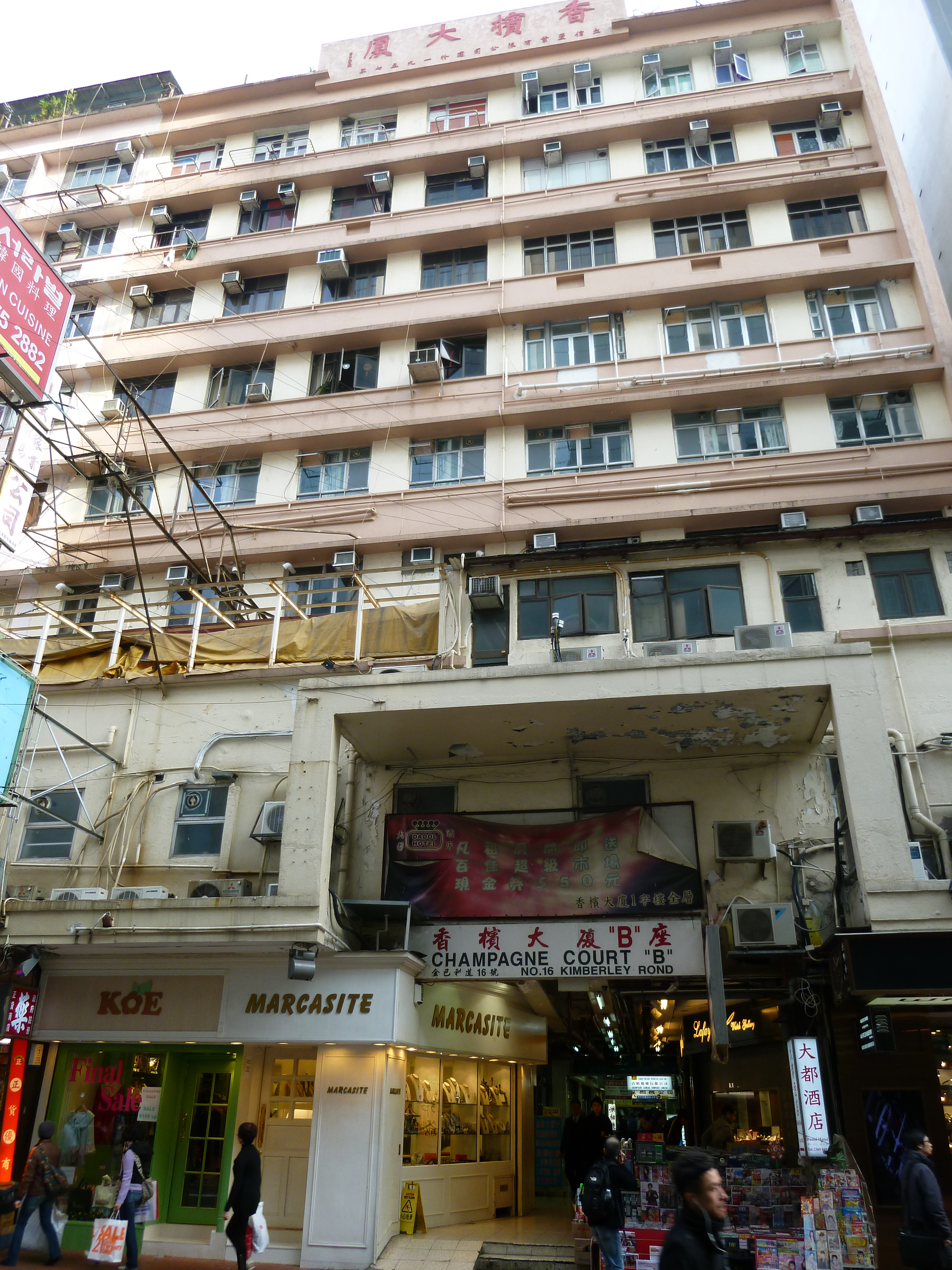
香檳大廈外貌

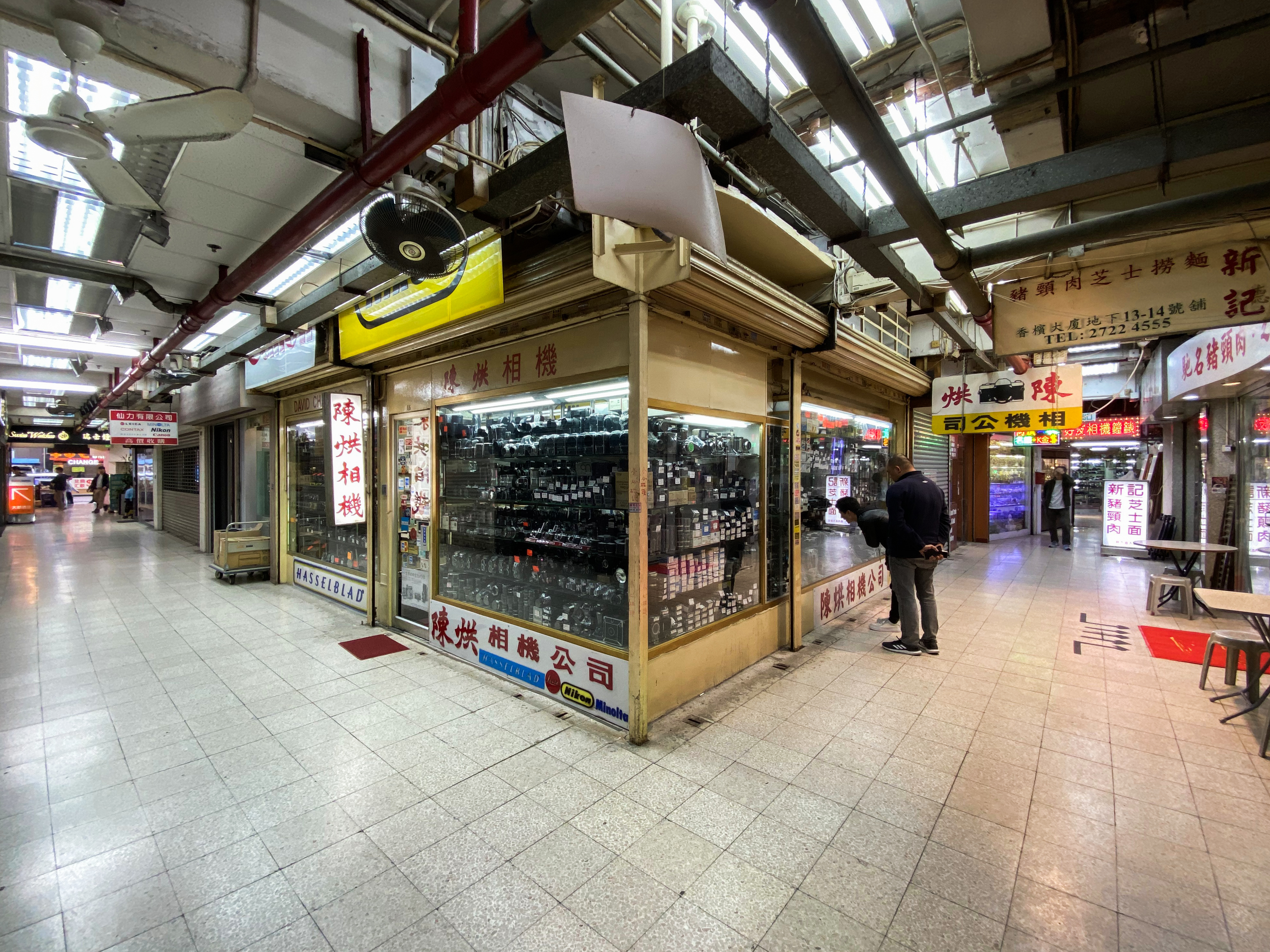
香檳大廈地下商場為相機及攝影器材的銷售集中地

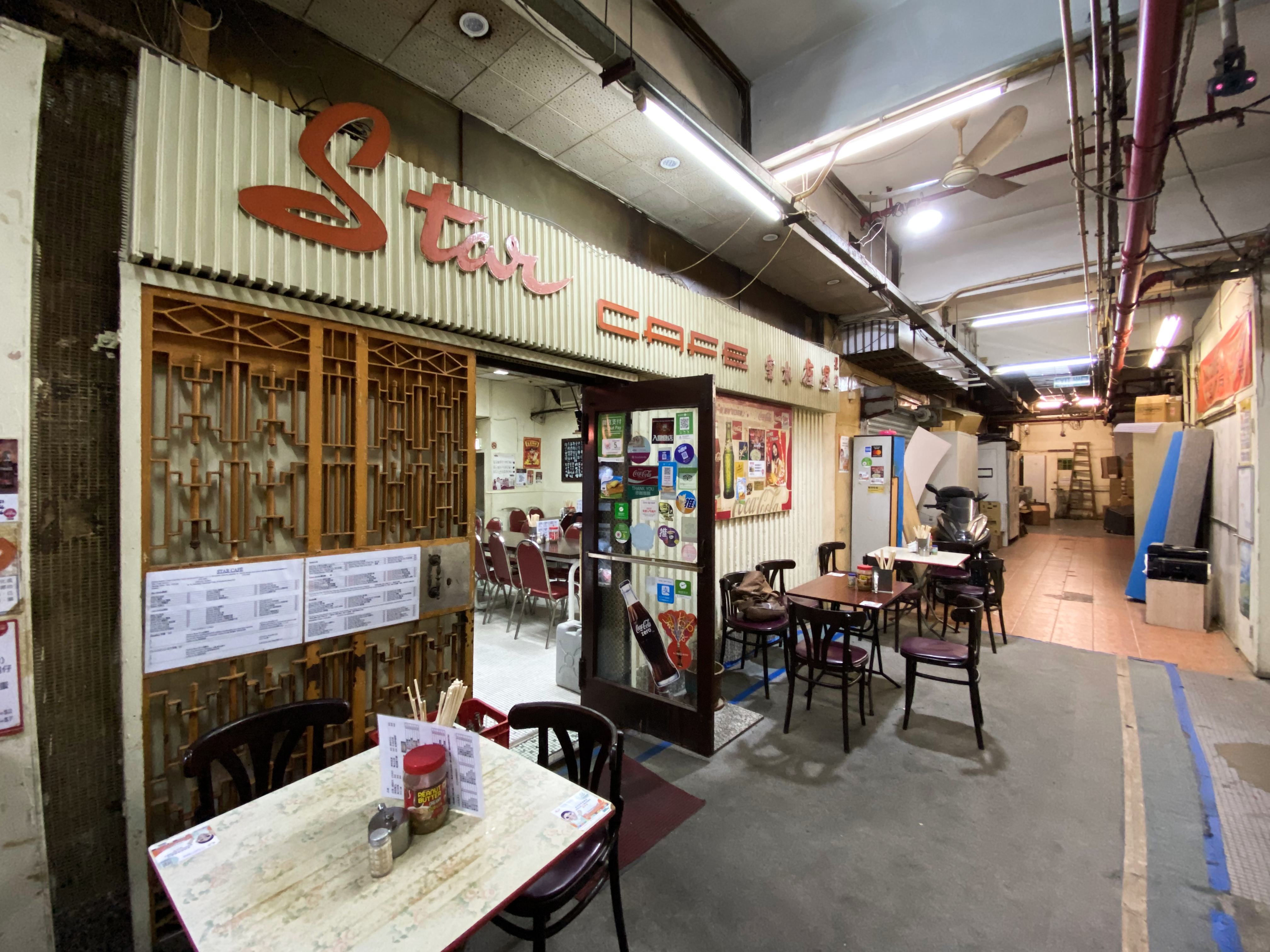
香檳大廈地庫星座冰室開業50多年

香檳大廈（英語：Champagne Court）是香港一座舊式商住樓宇，位於九龍尖沙咀金巴利道16至20號及加拿分道40至46號，發展商為立信置業有限公司。該大廈以售賣相機及攝影器材而著名。1990年代中期，大廈部份單位被劃分為劏房經營一樓一鳳色情行業，成為了知名的紅燈區。

## 歷史
香檳大廈原址地皮本屬何東家族所有，霍英東於1954年以113萬港元購入，興建一座樓高8層的商住大廈，為繼銅鑼灣蟾宮大廈後霍英東的一個大型發展項目。大廈於1957年落成，成為當時九龍最高的建築物，其旁邊多數是3層高的住宅。香檳大廈亦是早期採用分層出售的香港物業，當時每個單位售價約30,000至50,000港元。
1960年代起，香檳大廈成為相機及攝影器材的銷售集中地，至今仍有一些店舖售賣古董相機，包括老字號「陳烘相機」。而於1970年代，大廈有不少明星出入，也有不少著名醫生在該處執業，可是自從1980年代起，隨著區內有更多較新的大廈落成後，香檳大廈逐漸衰落，部份單位更曾被黑工、黑幫及毒販使用。
1990年代中期，香檳大廈部份單位被劃分為劏房經營一樓一鳳色情行業，由中年鳳姐提供按摩服務。2000年代末期，有不少年輕的中國大陸妓女（俗稱「北姑」）在此大廈經營，之後甚至出現為數不少不同國籍的妓女，更吸引日本網站介紹。2017年3月的一次大規模反黑行動後，色情服務近乎絕跡。

### 收購強拍及重建
由於香檳大廈位處尖沙咀鬧市，且樓齡已超過60年，故吸引地產發展商收購重建。市場曾傳出田生地產有意收購香檳大廈，但後來因未能購得足夠業權份數重建，最後未有成事。2011年中期，大廈單位的成交價已達1,000萬至1,500萬港元。
2024年1月5日，香檳大廈B座項目進行拍賣，恆基地產在無對手下，以底價17.28億元投得，當時集團仍在研究項目發展方案，是興建寫字樓、酒店或銀座式商廈等，暫時未有定案。一年後，恆基地產宣佈該地段將重建為一棟樓高23層的酒店以提供99間客房，同時又以內部資源支付方式將新酒店以31.2億元售予附屬公司美麗華酒店企業，以紓緩大廈毗鄰的The Mira Hong Kong房間緊張的供應壓力。《星島日報》於報導中更聲稱香檳大廈A座的業權亦持續地被恆基地產收購，未來亦有機會被拍賣。

## 流行文化
- 2019年5月13日，香港電台電視部節目《鏗鏘集》以香檳大廈為主題[7]
- 2019年及2022年，無綫電視電視劇《金宵大廈》及續集《金宵大廈2》皆以香檳大廈為原型製作。[8]